# چندهسته‌ای
سلول‌های چندهسته‌ای (به انگلیسی: Multinucleate) (همچنین به عنوان سلول‌های چندهسته‌دار (انگلیسی: multinucleated) یا چندهسته‌ای polynuclear شناخته می‌شوند) سلول‌های یوکاریوتی هستند که بیش از یک هسته در هر سلول دارند، یعنی چندین هسته یک سیتوپلاسم مشترک دارند. میتوز در سلول‌های چندهسته‌ای می‌تواند به صورت هماهنگ و همزمان رخ دهد که در آن همه هسته‌ها به‌طور همزمان تقسیم می‌شوند یا به‌طور ناهمزمان در جایی که هسته‌های منفرد به‌طور مستقل در زمان و مکان تقسیم می‌شوند. ارگانیسم‌های خاصی ممکن است یک مرحله چندهسته‌ای از چرخه زندگی خود داشته باشند. به عنوان مثال، کپک‌های لجن دارای مرحله حیات رویشی و چندهسته‌ای هستند که پلاسمودیوم نامیده می‌شود.
اگرچه به‌طور معمول به عنوان یک مورد چندهسته‌ای در نظر گرفته نمی‌شود، اما سلول‌های گیاهی یک سیتوپلاسم مشترک توسط پلاسمودسم‌داران دارند و بیشتر سلول‌ها در بافت‌های جانوری از طریق اتصالات شکاف‌دار با همسایگان خود در ارتباط هستند.
سلول‌های چندهسته‌ای، بستگی به مکانیسمی که توسط آن تشکیل می‌شوند، می‌توانند به «سینسیتیا» (ساخته‌شده از همجوشی سلولی) یا «کوئنوسیت‌ها» (ساخته‌شده از تقسیم هسته‌ای و به دنبال آن سیتوکینز) تقسیم شوند.
تعدادی از چراخان‌تاژک‌داران دارای دو هسته هستند. برخلاف دیگر سلول‌های چندهسته‌ای، این هسته‌ها دارای دو دودمان مجزا از دی‌ان‌ای هستند: یکی از داینوفلاژلاها و دیگری از یک دیاتومه همزیست.

## نمونه
- استنتور (Stentor coeruleus)

یک تک‌سلولی غول‌پیکر آب‌زی (تا ۲ میلی‌متر طول) که دارای چندین هسته است. این ارگانیسم با تشکیل کلنی‌های موقت، جریان‌های هیدرودینامیکی قوی‌تری برای جذب غذا ایجاد می‌کند. مطالعات نشان می‌دهد که همکاری در کلنی‌ها، نرخ جریان آب به دهان را تا دو برابر افزایش می‌دهد و به شکار طعمه‌های سریع‌تر کمک می‌کند.